# Andrew Joseph Russell
Pour les articles homonymes, voir Russell.
Cet article concerne le peintre et photographe américain. Pour le scénariste et romancier américain, voir A.-J. Russell.
Andrew Joseph Russell, né le 20 mars 1829 et mort le 22 septembre 1902, est un peintre et photographe américain principalement connu pour ses clichés relatifs à la guerre de Sécession et à la première liaison transcontinentale réalisée par l'Union Pacific Railroad, en 1869,.

## Famille, études et début de carrière
Andrew Joseph, né le 20 mars 1829 à Walpole dans le New Hampshire, est le fils de Harriet Robinson et Joseph Russell. Il est élevé dans l'État de New York ou son père travaille à la construction de canaux et de voies ferrées,. Il suit l'enseignement des écoles publiques et, très jeune, s'intéresse à la peinture. Après un apprentissage chez un peintre de Nunda, petite ville située entre le lac Erié et le lac Ontario, il ouvre un atelier à New York et réalise les portraits de politiciens et d'hommes influents des chemins de fer. Le 17 octobre 1850, il épouse Catherine Adelia Duryee avec qui il a deux filles Harriet M. (1860) et Cora Phillips (1874),.

## Guerre de Sécession

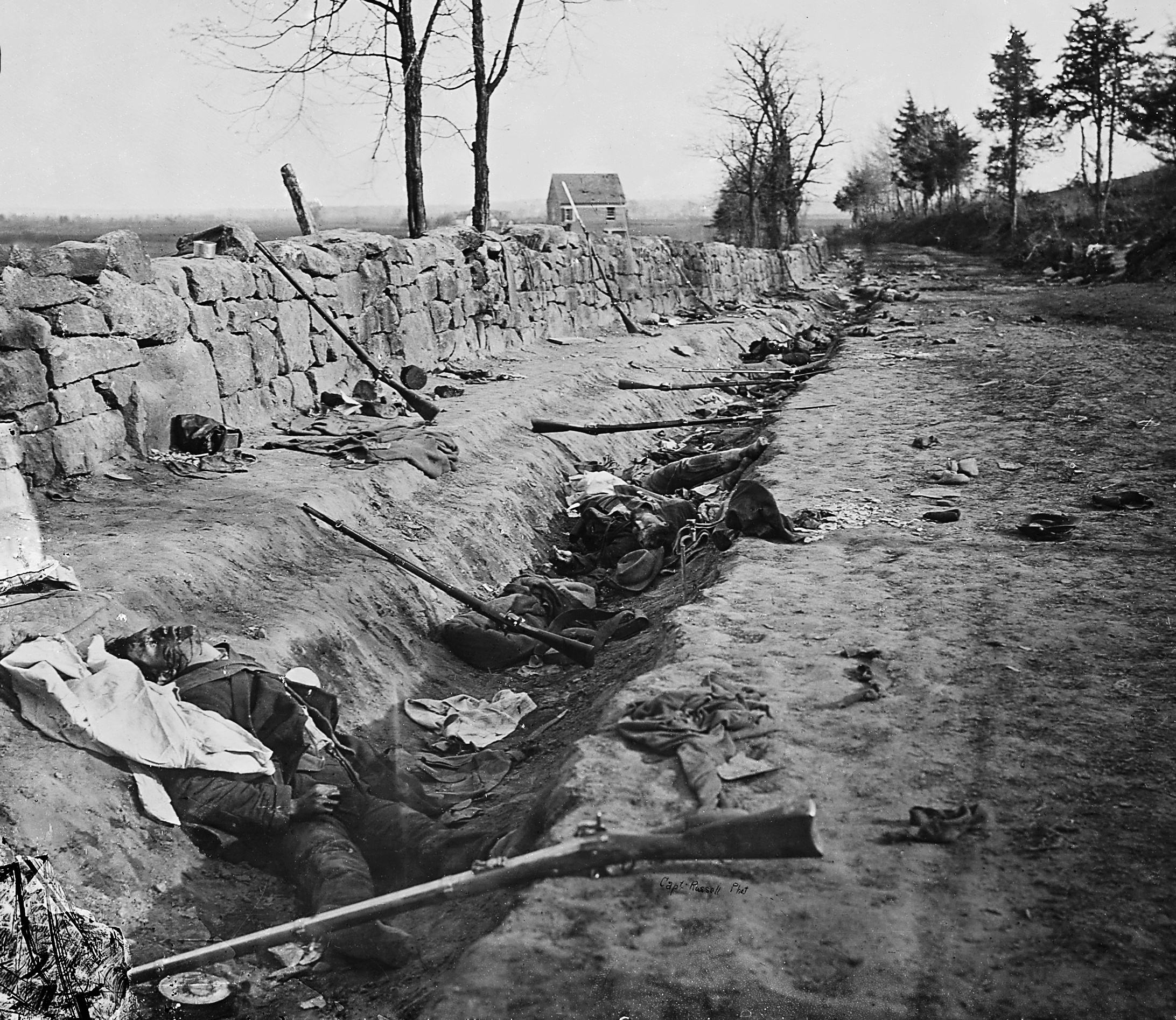
Confederate dead behind the stone wall (3 mai 1863).

Lorsque la guerre de Sécession éclate, il réalise un diorama, utilisé par l'armée de l'Union pour recruter de nouveaux soldats. Le 22 août 1862, il s'engage comme volontaire à Elmira et devient capitaine de la compagnie F du 141st New York Volunteer Regiment. En février 1863, Russell, qui s'intéresse au nouvel art de la photographie, offre trois cents dollars au photographe Egbert Guy Fowx afin qu'il lui enseigne la technique du Collodion humide. Fowx est un photographe indépendant qui a vendu nombre de ses négatifs à Mathew B. Brady, qui s'est souvent vu attribuer la paternité de ces clichés.
Les premières photographies de Russell, prises par un appareil emprunté à Fowx, sont utilisées par le Brigadier General Herman Haupt pour documenter ses rapports. Impressionné par son travail, Haupt fait transférer Russel, le 1er mars 1863, à l'United States Military Railroad Construction Corps, faisant ainsi de lui le seul photographe non-civil de la guerre. À ce poste, il réalise surtout des clichés relatifs aux moyens logistiques de l'armée de l'Union, mais il prend aussi des photographies sur des sujets historiques et documentaires dont beaucoup seront vendus et distribués par les Mathew Brady Studios. L'une d'entre elles est par exemple Confederate dead Behind the Stone Wall prise après la bataille de Chancellorsville en mai 1863.

## La Transcontinental Railroad

L'Est et l'Ouest se serrent la main lors de la pose du dernier rail, 10 mai 1869.

Après la guerre, Russell est engagé par l'Union Pacific Railway pour réaliser des clichés de la construction de la portion orientale de la première liaison transcontinentale. Entre 1868 et 1869, il photographie l'avancement des travaux depuis Omaha dans le Nebraska, jusqu'à Promontory Summit en Utah. Son cliché le plus célèbre, pris le 10 mai 1869 et publié dans le Frank Leslie's Illustrated Newspaper sous le titre « Wedding of the Rails » (mariage des rails) montre la cérémonie de jonction qui ouvre cette première transcontinentale. Bien conscient de l'importance de cet évènement, il écrit:
« Le grand problème du chemin de fer de notre époque est maintenant résolu. Ce ruban de fer continental unit maintenant définitivement les portions les plus éloignées de la République et ouvre au commerce, à la navigation et à l'esprit d'entreprise les vastes plaines dépeuplées et les hautes chaînes de montagnes qui séparent l'Est de l'Ouest. »
Si cette photographie est emblématique du travail de Russel, elle cache cependant toutes celles réalisées sur les prouesses techniques et humaines dont il a été témoin au cours des travaux. Dans l'ouvrage de Ferdinand Vandeveer Hayden, Sun Pictures of Rocky Mountain Scenery on retrouve une trentaine de ses clichés montrant les techniques de construction du chemin de fer à travers les paysages somptueux de l'Ouest américain.

## New York

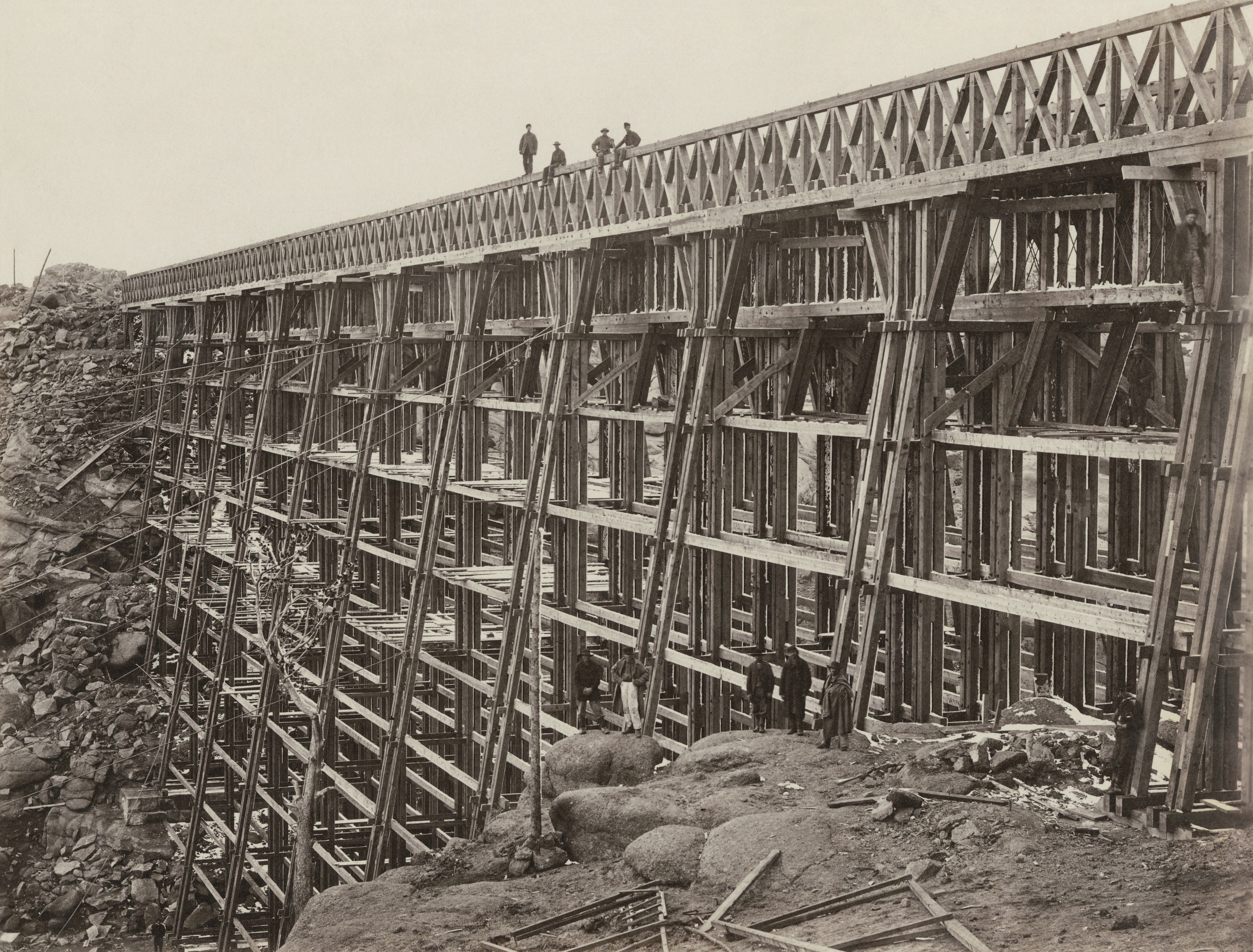
Pont sur la Dale Creek (1868-1869).

Russell rentre ensuite à New York où il installe son studio sur Logan Street à Brooklyn. Il devient aussi le premier photojournaliste et travaille pour Leslie's Illustrated Newspaper jusqu'au début des années 1890. De 1869 à 1875 Russell publie quinze différentes séries de clichés pris lors de son périple, parmi lesquels on peut citer, The great West illustrated in a series of photographic views across the continent taken along the line of the Union Pacific Railroad west from Omaha, Nebraska ... ou encore Union Pacific Railroad illustrations. En 1875, il vend bon nombre de ses négatifs à O. C. Smith qui publie ses photographies stéréoscopiques et ses Central Pacific Railroad Imperial views, sous son propre nom de 1875 à 1878. Ce n'est que dans la seconde moitié du XXe siècle, que William D. Pattison, professeur à l'University of California identifie formellement les clichés de Russell. Andrew Joseph Russell meurt le 22 septembre 1902 à Brooklyn, il repose, comme nombre de vétérans de guerre, au Cypress Hills National Cemetery de New York.